# Andregoto Galíndez
Andregoto Galíndez byla pamplonská královna sňatkem s Garcíou Sánchezem I., než se s ním před rokem 940 rozvedla. Byla matkou Sancha II. Pamplonského.
Andregoto byla jednou ze dvou dcer aragonského hraběte Galinda II. Aznáreze a jeho druhé manželky Sanchy Garcés Pamplonské, nevlastní sestry krále Sancha I. Pamplonského. Aragonské hrabství jejího otce bylo za Sancha I. pohlceno Pamplonským královstvím a po Galindově smrti v roce 922 bylo v držení hraběte Guntisla, zřejmě jejího nelegitimního nevlastního bratra Guntisla Galíndeze. Další hrabství jejího otce Sobrarbe připadlo Andregotině nevlastní sestře Todě Galíndez během jejího manželství s hrabětem Bernardem I. z Ribagorzy. Andregotin sňatek se Sanchovým jediným synem, který tehdy vládl Pamploně jako García Sánchez I., se pravděpodobně odehrál někdy v polovině 30. let 20. století.
Před rokem 940 se pár rozvedl, pravděpodobně z důvodu příbuzenství, protože oba byli vnoučaty Garcíi Jiméneze Pamplonského. Spolu měli jediného syna, Sancha II. Pamplonského, i když mohla být také matkou dvou Garcíových dcer: Tody je zmiňována v roce 991 jako sestra krále Sancha; Urracy se poprvé provdala za Fernána Gonzálezee Kastilského a podruhé za Viléma II. Sáncheze Gaskoňského.
V roce 971 vládla vlastnímu podkrálovství v oblasti Lumbieru.
Je možné, že se Andregoto znovu vdala a měla další děti, ačkoli k tomu nebyly nalezeny důkazy. Endregota, manželka šlechtice Sancha Macerátize z 11. století a matka jeho syna Sancha Sáncheze, nazývá královnu Andregoto avuncula („teta z matčiny strany“), což pravděpodobně naznačuje, že Endregota je potomkem královniny sestry. Ubierto Arteta navrhl, že mohla být potomkem Andregotiny sestry Velasquity Galíndez.